# Onderbanken
Onderbanken  è stato un comune olandese di 8 082 abitanti situato nella provincia del Limburgo.
Dal 1º gennaio 2019 il suo territorio, insieme a quello delle ex-municipalità di Nuth e Schinnen, è andato a formare la nuova municipalità di Beekdaelen.